# Antonio López
Antonio López Guerrero (Benidorm, 13 september 1981) is een Spaans profvoetballer. Hij speelt sinds 2004 als linkervleugelverdediger bij Atlético Madrid.

## Clubvoetbal
Antonio López kwam in het seizoen 2000/01 vanuit de jeugdelftallen bij het eerste team van Atlético Madrid. In 2002 vertrok de verdediger naar CA Osasuna, waar hij gedurende twee seizoenen een vaste waarde was. In 2004 keerde Antonio López terug bij Atlético en sindsdien is hij de vaste linksback van de Madrileense club.

## Nationaal elftal
Antonio López debuteerde op 30 maart 2005 in het Spaans nationaal elftal tijdens het duel tegen Servië. Zijn eerste en tot nu toe enige doelpunt maakte hij tegen San Marino op 13 oktober 2005. In 2006 behoorde de verdediger tot de Spaanse selectie voor het WK.

## Spelerstatistieken
| seizoen    | club                | land            | competitie         | wed. | goals |
| ---------- | ------------------- | --------------- | ------------------ | ---- | ----- |
| 2000/01    | Atlético Madrid     | Vlag van Spanje | Segunda División A | 2    | 0     |
| 2001/02    | Atlético Madrid     | Vlag van Spanje | Segunda División A | 20   | 0     |
| 2002/03    | → CA Osasuna (huur) | Vlag van Spanje | Primera División   | 36   | 2     |
| 2003/04    | → CA Osasuna (huur) | Vlag van Spanje | Primera División   | 35   | 0     |
| 2004/05    | Atlético Madrid     | Vlag van Spanje | Primera División   | 32   | 3     |
| 2005/06    | Atlético Madrid     | Vlag van Spanje | Primera División   | 36   | 3     |
| 2006/07    | Atlético Madrid     | Vlag van Spanje | Primera División   | 32   | 0     |
| 2007/08    | Atlético Madrid     | Vlag van Spanje | Primera División   | 24   | 1     |
| 2008/09    | Atlético Madrid     | Vlag van Spanje | Primera División   | 19   | 1     |
| Bijgewerkt | 01-07-2009          |                 |                    |      |       |

## Erelijst
Atlético Madrid
- UEFA Europa League

2010, 2012
- UEFA Super Cup

2010
1 Casillas ·
2 Salgado ·
3 Pernía ·
4 Marchena ·
5 Puyol ·
6 Albelda ·
7 Raúl  ·
8 Xavi ·
9 Torres ·
10 Reyes ·
11 García ·
12 López ·
13 Iniesta ·
14 Alonso ·
15 Ramos ·
16 Senna ·
17 Joaquín ·
18 Fàbregas ·
19 Cañizares ·
20 Juanito ·
21 Villa ·
22 Ibáñez ·
23 Reina ·
Coach: Aragonés